# サンタ・マリア・デル・ソッコルソ駅
サンタ・マリア・デル・ソッコルソ駅 (Santa Maria del Soccorso) はローマ地下鉄のB線の駅の一つである。1990年12月に地上駅として落成した。
駅はティブルティーナ街道沿いのフラントーイオ通りとバディーレ通りとの交差点にある。

## 施設
駅には以下の施設がある:
- 乗替え用立体駐車場550 台分
- 障害者を運ぶ要員

## 周辺
- サンタ・マリア・デル・ソッコルソ教会